# Isaura Gomes
Isaura Gomes (sinh ngày 22 tháng 2 năm 1944) là dược sĩ và chính trị gia người Cabo Verde. Trong quá trình học tập, bà giành được học bổng toàn phần học ngành dược tại trường Đại học Coimbra. Tại trường bà dạy kèm cho các bạn cùng lớp và giành được học bổng sinh viên xuất sắc nhất. Năm 1967, sau khi tốt nghiệp, bà làm việc tại Bồ Đào Nha một thời gian ngắn trước khi trở lại Cabo Verde vào năm 1970.

## Sự nghiệp chính trị
Sau khi trở về Cabo Verde, bà đã lãnh đạo các hoạt động bí mật của Đảng Châu Phi vì Độc lập Cabo Verde ở São Vicente, dẫn dắt Cabo Verde trở thành đất nước độc lập vào năm 1975. Bà là nghị sĩ nữ đầu tiên và cũng là duy nhất của Đảng từ năm 1975 đến 1981. Bà luôn đề cao quyền của phụ nữ trong nội bộ Đảng. Bà cũng hỗ trợ thành lập Tổ chức Phụ nữ Quốc gia Cabo Verde. Tổ chức là công cụ giúp dự thảo hợp pháp hóa nạo phá thai được thông qua. Bà ra khỏi Đảng năm 1981 do thiếu sự chấp thuận cho hệ thống đa đảng ở Cabo Verde mà bà mong muốn. Vào những năm 80 của thể kỉ XX, bà có những đóng góp rất quan trọng trong việc phát triển hệ thống y tế tại Cabo Verde. Bà là giám đốc trung tâm dược liệu quốc gia, nơi đào tạo các kỹ thuật viên phòng thí nghiệm và dược. Bà còn giúp bạn của bà, ca sĩ Cesária Évora, được đón nhận rộng rãi trên toàn thế giới. Năm 1989, bà mở phòng thí nghiệm lâm sàng và dược phẩm của riêng mình. Từ năm 1997 đến 2003, bà là chủ tịch Hiệp hội Nữ doanh nhân Cabo Verde. Năm 2001, bà là chủ tịch Liên đoàn Cabo Verde mang tên Hiệp hội Xúc tiến Phụ nữ. Năm 2004, bà là thị trưởng thành phố São Vicente, và bà là nữ thị trưởng đầu tiên của Cabo Verde. Trước đó bà tranh cử chức thị trưởng năm 2000 nhưng bị loại. Năm 2005, bà tham gia Phong trào Dân chủ. Năm 2008, bà tái đắc cử làm thị trưởng. Năm 2011, bà từ chức thị trưởng vì lý do sức khỏe.